# Lirobarleeia kelseyi
Lirobarleeia kelseyi is een slakkensoort uit de familie van de Barleeiidae. De wetenschappelijke naam van de soort is voor het eerst geldig gepubliceerd in 1902 door Dall & Bartsch.